# لیکوی رگه‌ای غول‌پیکر
لیکوی رگه‌ای غول‌پیکر (نام علمی: Pterorhinus waddelli) گونه‌ای پرنده از تیرهٔ توکایان خندان (Leiothrichidae) است که در هند و تبت یافت می‌شود. این پرنده بوته‌های کوتاه در لبهٔ جنوبی فلات تبت را ترجیح می‌دهد، اما می‌تواند با زیستگاه‌های کوهستانی خشک و سرد نیز سازگار شود. همچنین معمولاً در اطراف روستاها و صومعه‌ها دیده می‌شود، جایی که از بقایای گیاهان تغذیه می‌کند.